# Karl Becker (Ingenieur)
Karl Becker (* 20. Juni 1896 in Prag, Österreich-Ungarn; † 1. März 1943 in Berlin) war ein deutscher Ingenieur. Er wurde vor allem durch seine international verlegte Publikation Hartmetallwerkzeuge. Wirkungsweise, Behandlung, Konstruktion und Anwendung bekannt.

## Leben

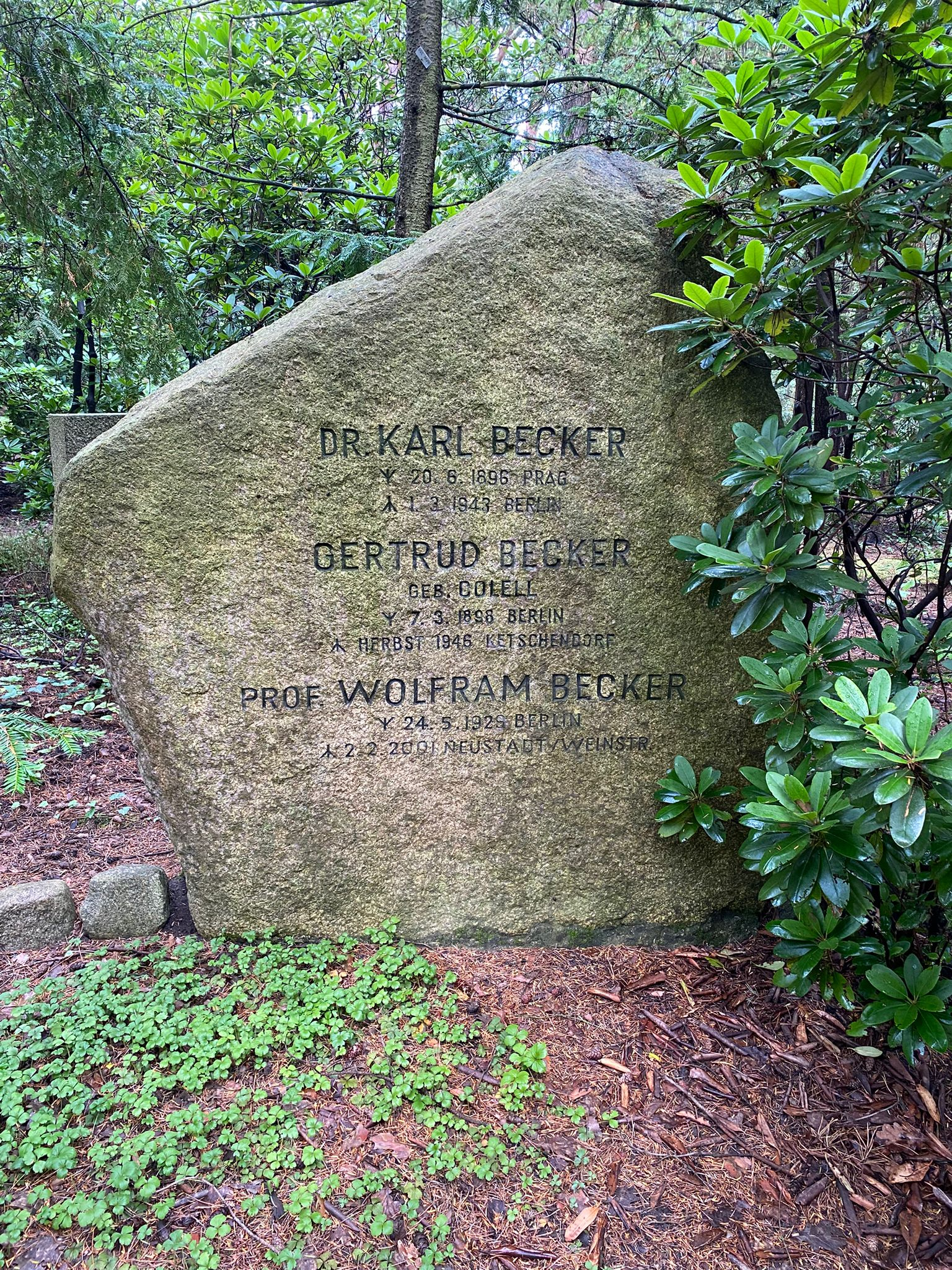
Grabstätte

Er war der Sohn des Prager Fabrikanten Karl Becker und dessen Ehefrau Emma geborene Baumann. Nach dem Besuch der Oberrealschule und der Technischen Hochschule in Prag wurde er tätig am Kaiser-Wilhelm-Institut für Faserstoffchemie der Kaiser-Wilhelm-Gesellschaft in Berlin-Dahlem. An der Technischen Hochschule Dresden promovierte Karl Becker zum Dr.-Ing. Er wechselte zur Studiengesellschaft für elektrische Beleuchtung des Osramkonzerns Berlin. Ab 1932 war er als beratender Ingenieur tätig.
Er war Mitglied des Deutschen chemischen Gesellschaft und wohnte in Berlin-Lichterfelde-Ost, Ruthenerweg 29. Seine letzte Ruhestätte erhielt Karl Becker auf dem Parkfriedhof Lichterfelde.

## Schriften (Auswahl)
Er publizierte in der Zeitschrift für technische Physik, in der Zeitschrift für Physikalische Chemie und Angewandte Chemie sowie in der Zeitschrift für Metallkunde, darunter zum Beispiel:
- (mit Hans Ewest): Eigenschaften des Tantalkarbids, in: Zeitschrift für technische Physik, Band 11, 1930, Seite 148ff.

Zu seinen Monographien zählen:
- Die Röntgenstrahlen als Hilfsmittel für die chemische Forschung (= Sammlung Vieweg, 73).
- (mit Fritz Ebert): Metallröntgenröhren (Wirkungsweise, Anlage, Betrieb) (= Sammlung Vieweg, 75).
- Röntgenographische Werkstoff-Prüfung. Bestimmung von Kristall- und Deformationsstruktur, Materialdiagnostik, Braunschweig, 1929.
- Hartmetallwerkzeuge. Wirkungsweise, Behandlung, Konstruktion und Anwendung, 1935.